# Robowar - Robot da guerra
Pour plus de détails, voir Fiche technique et Distribution.
Robowar - Robot da guerra est un film italien réalisé par Bruno Mattei, sorti en 1988, copie du film Predator.

## Synopsis
Un commando de mercenaires recruté par l'armée américaine doit se rendre dans la jungle pour détruire un robot-soldat devenu incontrôlable.

## Fiche technique
- Titre : Robowar - Robot da guerra
- Réalisation : Bruno Mattei
- Scénario : Rossella Drudi et Claudio Fragasso
- Photographie : Richard Grassetti
- Musique : Al Festa
- Pays d'origine :  Italie
- Format : Couleurs - 1,85:1 - Stéréo
- Genre : Film de science-fiction
- Durée : 92 minutes
- Date de sortie : 1988

## Distribution
- Reb Brown : Major Murphy "Tueur" Black (Marphy "Killer" Black en VO)
- Catherine Hickland : Virginie (Virgin en VO)
- Massimo Vanni (sous le pseudo d'Alex Mc Bride) : Soldat Larry Guarino
- Romano Puppo : Caporal Neil Corey
- Max Laurel : Quang
- Jim Gaines : Sonny "Blood" Peel
- John P. Dulaney : Alfred "Papa Doc" Bray (Arthur Bray en VO)
- Mel Davidson : Mascher
- Claudio Fragasso (sous le pseudo de Clyde Anderson) : Omega-1